# Fausto Romitelli

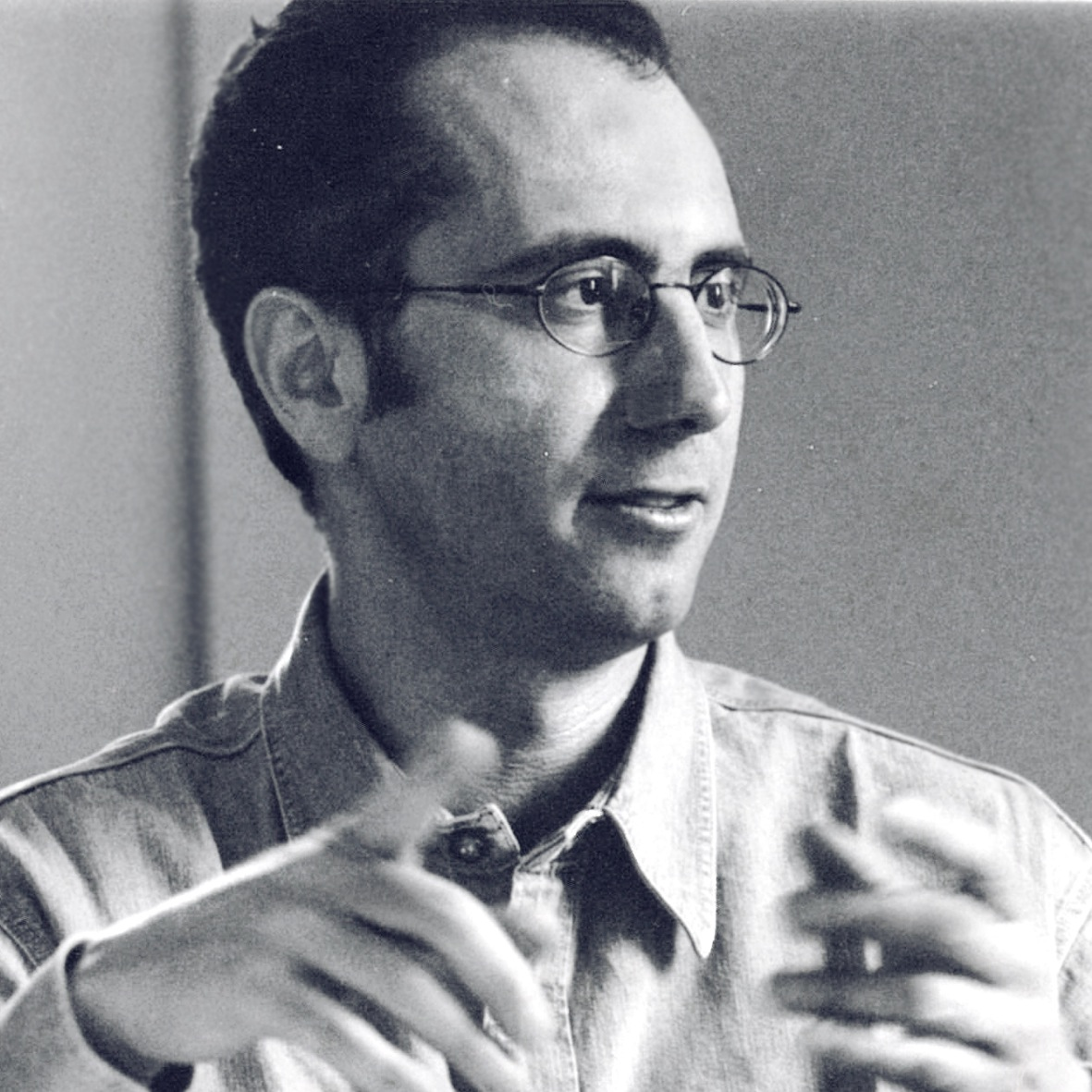
Fausto Romitelli nel 2000

Fausto Romitelli (Gorizia, 1º febbraio 1963 – Milano, 27 giugno 2004) è stato un compositore italiano.

## Biografia
Allievo di Umberto Rotondi, si è diplomato presso il conservatorio Giuseppe Verdi di Milano, studiando successivamente presso l'Accademia Chigiana di Siena e presso la Civica Scuola di Musica di Milano con Franco Donatoni. Dal 1993 al 1995 ha collaborato presso Ircam di Parigi come compositeur en recherche, studiando con Hugues Dufourt. Ha vinto numerosi premi, tra cui il Premio Franco Abbiati della critica musicale italiana per l'opera An Index of Metals. Nel 2014, a dieci anni dalla scomparsa, gli viene dedicato il 23º Festival di Milano Musica.

## Opere

### Anni '80
- Suite per ensemble da camera (1982, inedito)
- Versilia per soprano e orchestra (1983, inedito)
- Lustralis per quintetto di fiati (1983, inedito)
- Dia Nykta per flauto (1983)
- Solare per chitarra (1983)
- Dimensioni per 16 esecutori (1984, inedito)
- Highway to Hell per chitarra (1984)
- Furit aestus per soprano e quintetto (1985) - testo di Gabriele D'Annunzio, da Alcyone
- Invita la sua ninfa all'ombra per soprano e violoncello (1986) - testo di Giovan Battista Marino
- Ganimede per viola (1986)
- Coralli per chitarra (1986)
- Ariel song per voce e chitarra (1987, inedito)
- Simmetrie d'oggetti per flauto e chitarra (1987-88)
- Pallide sabbie per orchestra (1987, inedito)
- Have your trip per arpa, chitarra e mandolino (1988-89)
- Kû per 14 esecutori (1989)
- Meridiana per orchestra (1989- 1990)

### Anni '90
- Nell'alto dei giorni immobili per 6 esecutori (1990)
- Spazio - Articolazione per 32 esecutori e sistemi di amplificazione (1990)
- La sabbia del tempo per 6 esecutori (1991)
- La lune et les eaux per 2 chitarre (1991)
- Natura morta con fiamme per quartetto d'archi ed elettronica (1991)
- Mediterraneo - I. Les idoles du soleil per ensemble (1992)
- Mediterraneo - II. L'azur des déserts per voce e 14 strumenti (1992-93) - testo di Paul Valéry
- Golfi d'ombra per percussioni (1993)
- Your time is over per violoncello ed ensemble (1993)
- Seascape per flauto Paetzold contrabbasso amplificato (1994) dedicato ad Antonio Politano
- Acid Dreams & Spanish Queens per 14 esecutori (1994)
- EnTrance per soprano, 16 esecutori ed elettronica (1995)
- Domeniche alla periferia dell'impero. Prima domenica per 4 strumenti (1995-96)
- Cupio Dissolvi per 14 esecutori (1996)
- Musica per il film Lichtspiel, schwarz-weiß-grau di László Moholy-Nagy per flauto Paetzold contrabbasso, percussioni, fisarmonica, chitarra e pianoforte (1997)
- Lost per voce e 15 strumenti (1997) - testo di Jim Morrison
- The Nameless City per orchestra d'archi e campana ad libitum (1997)
- Professor Bad Trip: Lesson I per 8 esecutori ed elettronica (1998)
- Professor Bad Trip: Lesson II per ensemble (1998-99)
- The Poppy in the Cloud per coro di voci bianche e ensemble (1999) - testo di Emily Dickinson

### Anni 2000
- Professor Bad Trip: Lesson III per ensemble (2000)
- Blood on the Floor, Painting 1986 per ensemble (2000)
- Domeniche alla periferia dell'impero. Seconda domenica: hommage à Gérard Grisey per 4 strumenti (2000)
- Amok Koma per ensemble ed elettronica (2001)
- Flowing down too slow per archi, percussioni e due campionatori (2001)
- Flowing down too slow per orchestra archi, percussioni e due campionatori (2001, II versione)
- Chorus per percussioni (2001)
- Trash TV Trance per chitarra elettrica (2002)
- Green, Yellow and Blue per ensemble (2003)
- Dead City Radio. Audiodrome per orchestra (2003)
- An Index of Metals video-opera per soprano, ensemble, elettronica e multiproiezione (2003)

## Discografia
- AA.VV., Nuove Sincronie 92 (sin 1013): include La sabbia nel tempo / Ensemble L'Itineraire, dir. Ph.E. Chalendar;
- AA.VV., Experiences De Vol (Sub Rosa, SR 192): include Flowing Down Too Slow / Ensemble Musiques Nouvelles, dir. Art Zoyd;
- AA.VV., Entente Préalable (Universal Music, Accord, ACC 472 086-2): include Chorus / Les Percussions De Strasbourg;
- Fausto Romitelli, cd allegato al libro Il Corpo Elettrico. Viaggio nel suono di Fausto Romitelli (Teatro Comunale di Monfalcone, TDCM/0002): include Professor Bad Trip Lesson 1, Professor Bad Trip Lesson 2, Professor Bad Trip Lesson 3, Domeniche Alla Periferia Dell'Impero, The Poppy In The Cloud / Camerata Polifonica Di Milano, dir. Ruben Jais; Icarus Ensemble, Ensemble Alter Ego – Ensemble Novecento, dir. Giorgio Bernasconi;
- Fausto Romitelli, Professor Bad Trip (Cypres, CYP5620): include Professor Bad Trip Lesson 1, Professor Bad Trip Lesson 2, Professor Bad Trip Lesson 3, Seascape, Green, Yellow and Blue e Trash TV Trance / Ictus Ensemble, dir. G.E. Octors;
- Fausto Romitelli, Paolo Pachini, An Index of Metals (Cypres, CYP5622) / Ictus Ensemble, dir. G.E. Octors;
- Fausto Romitelli, Audiodrome (Stradivarius, STR 33723): include Dead City Radio. Audiodrome, EnTrance, The nameless city, Flowing down too slow / Orchestra Sinfonica Nazionale della Rai, dir. Peter Rundel, soprano Michel-Dansac Donatienne;
- AA.VV., Musiqués Suisses (MGB, MGB CTS-M 110): include Cupio Dissolvi / Ensemble Phoenix Basel, dir. Jürg Hennenberger;
- AA.VV., Milano Musica Festival (Stradivarius, STR 33871): include Mediterraneo I e II / Asko Ensemble, dir. Asbury Stefan, mezzosoprano Koster Marieke;
- Fausto Romitelli, The nameless city (Cypres, CYP5623): include Amok Koma, Flowing down too slow, Domeniche alla periferia dell'impero, Nell'alto dei giorni immobili, The Nameless City / Ensemble Musiques Nouvelles, dir. Jean-Paul Dessy
- Fausto Romitelli, Nell'alto dei giorni immobili + Remixes (altremusiche.it / Sincronie, am002)/ Zagros + Diego Capoccitti, Neil Kaczor, Andrea Mancianti e WK569.
- Fausto Romitelli, Anamorphosis (Tzadik, TZ 8087): include Amok Koma, Domeniche alla Periferia dell'Impero, La Sabbia del Tempo, Nell'alto dei giorni immobili, Blood on the Floor, Painting 1986 / Talea Ensemble, dir. James Baker
- Fausto Romitelli, Golfi d'ombra (1993) per un percussionista . Ricostruzione di Simone Beneventi  (2012) Ed. Stradivarius Str 33998 Simone Beneventi, percussioni
- Olive Music – KTC 1908, Etcetera (3) – KTC 1908: include "Seascape" per flauto Paetzold amplificato/Antonio Politano, flauto Paetzold
- AA. VV., Ceci n'est pas une flute (Stradivarius, STR37205) include Dia Nykta (per flauto solo) / Laura Faoro, flauto e flauto basso; Massimo Marchi, Elettronica e regia del suono
- AA.VV., Chitarra Italiana del XX Secolo (La Bottega Discantica, BDI231): include Trash TV Trance / Giacomo Baldelli, chitarra elettrica.